# Einzelgefahrzeichen

Verschiedene Formen des Einzelgefahrzeichens

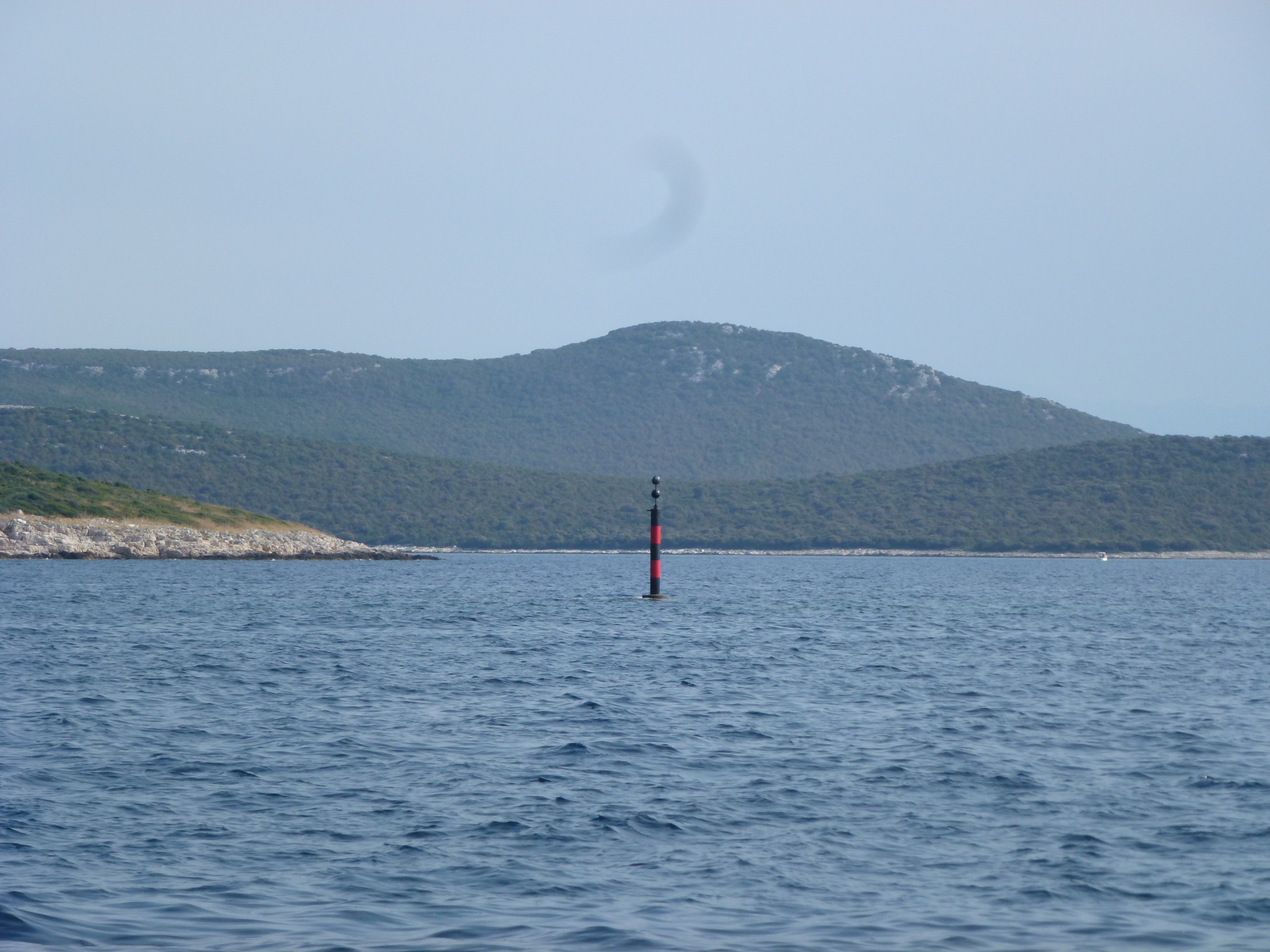
Untiefe Gr Bacivca, Kroatien

Das Einzelgefahrzeichen (englisch: isolated danger mark); auch Einzelgefahr-Zeichen) ist ein Seezeichen. Es dient zur Bezeichnung einer Gefahrenstelle von kleinem räumlichen Ausmaß, die an allen Seiten passiert werden kann.

## Äußeres
Ein Einzelgefahrzeichen kann als Leucht-, Baken- oder Spierentonne oder als Stange ausgeführt sein. Es ist schwarz mit einem roten Querstreifen (im Geltungsbereich der deutschen Seeschifffahrtsstraßen-Ordnung) oder auch mehreren (im Geltungsbereich der Binnenschifffahrtsstraßen-Ordnung, außerdem auch zulässig nach dem International Buoyage System) und hat zwei schwarze Bälle als Toppzeichen. Sofern das Seezeichen befeuert ist, ist die Kennung eine Blitzgruppe von 2 weißen Blitzen. Die charakteristische Form mit zwei Toppzeichen und die Befeuerung mit weißen Blitzen soll dabei an die ebenfalls zur Markierung von Gefahrenstellen dienenden Kardinalzeichen erinnern.

## Neue Gefahrenstellen
Bei neu markierten Gefahrenstellen kann das Seezeichen doppelt ausgebracht und gegebenenfalls mit einer Radarantwortbake der Kennung „D“ (lang-kurz-kurz) versehen werden.